# 火腿三明治定理

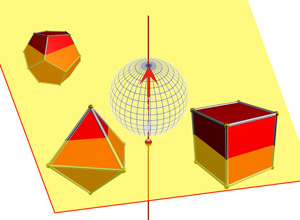
火腿三明治定理的图解。

火腿三明治定理（英語：Ham sandwich theorem），也被称为Stone-Tukey定理，它在测度论中有重要的意义。火腿三明治定理说明在n-维空间中有n个可测量的“物体”，可以用一个(n-1)-维的超平面把它们同時分成測度相等的两部分。

## 命名
当 n=3 时，就像一个三明治一样——这里的三个“物体”则是两片面包和中间的火腿。用一个平面可以同时把三个“物体”截断。

## 二維版本的證明：「旋轉刀片」
二維版本的證明比任意維度的證明較為簡單，流程如下：
對任何角度{\displaystyle \alpha \in [0,\pi ]}，均存在一條與 X 軸成角度{\displaystyle \alpha }的直線平分第一個物體。（需使用介值定理）
令{\displaystyle \alpha }由 0 增加到 {\displaystyle \pi }，再使用介值定理，則存在一條直線同時平分第二個物體。

## 定理的離散版本
離散版本可以視為定理的特例，當中每一個＂物體＂都是用有限個點組成的集合，並使用計數測度。但需要考慮點剛好落左超平面上時的情況。